# Lúcio Rodrigues
Lúcio Furtado Rodrigues, também conhecido como "Lagarto" (Rio de Janeiro, 26 de outubro de 1980), é um lutador e professor de Brazilian Jiu-Jitsu, atualmente, diretor e professor da Gracie Barra Fulham. Lúcio é faixa preta do mestre Carlos Gracie Jr. e compete pela academia Gracie Barra. O apelido de "Lagarto" foi dado por Márcio Feitosa, que costumava brincar dizendo que seus movimentos no tatame muitas vezes lembravam o réptil.
É muito difícil, praticamente impossível, se dedicar às competições de Jiu-Jitsu e dar aula, mas nem todos sabem que Lúcio é um dos poucos competidores de sucesso que também dá aula e viaja o mundo, dando seminários. Além disso, Lagarto é um estudioso da arte marcial, gasta horas de seus dias estudando o corpo humano e o Jiu-Jitsu, sempre em busca de desenvolver suas técnicas e melhorar ainda mais a qualidade de suas aulas.

## Câncer no Sistema Linfático
Em 2007 o faixa preta descobriu que estava com Linfoma de Hodgkin, uma forma de câncer que se origina nos linfonodos (gânglios) do sistema linfático. Devido ao tratamento por meio de quimioterapia e radioterapia, os médicos não deram muitas esperanças, disseram que não poderia mais voltar às competições, que sua carreira como lutador teria acabado. Após esta notícia, Valéria, ex-esposa de Rodrigues, disse nunca tê-lo visto chorar tanto, mas o mais incrível foi que Lagarto não se deu por vencido, na mesma época lutou o Campeonato Estadual do Rio de Janeiro e o Jordan Capital Challenge, sendo campeão em ambos.
Foi somente depois de ser medalhista de ouro nessas competições que Rodrigues revelou à todos sofrer de câncer, pois ele não queria nenhum sentimento de pena de seus adversários.

## Vida na Europa
Após conquistar a faixa preta, "Carlinhos" convidou Lagarto para morar em Portugal e ajudar a desenvolver o Jiu-Jitsu na Europa. Depois se mudou para Preston, norte da Inglaterra, e, atualmente, mora em Londres. Hoje, Lúcio é um dos maiores nomes do esporte no país da Rainha, junto de Roger Gracie, um de seus grandes amigos, e possui algumas academias na Europa, como Gracie Barra Preston, Gracie Barra Knightsbridge e Gracie Barra Fulham.

## European Open Jiu-Jitsu Championship
Em 2004, "Lagarto" foi o primeiro medalhista de ouro em sua categoria e no absoluto do European Open Jiu-Jitsu Championship, tornando-se parte da história de um dos maiores campeonatos do Jiu-Jitsu.
Em 2014, além de conquistar mais uma vez o título, Lagarto teve a que foi considerada uma das melhores lutas da história do campeonato, o professor superou um triângulo, muito bem encaixado, de Igor Silva, finalizando seu adversário com um estrangulamento pelas costas. Na final, Lúcio venceu Rafael Lovato (Ribeiro) por 2 a 0.

## Conquistas e Títulos
World Championship:
- 1x Ouro
- 1x Prata
- 4x Bronze

World Pro Cup:
- 1x Ouro
- 1x Bronze

World Pro Cup Lisbon Trials:
- 3x Ouro

European Open
- 6x Ouro
- 5x Prata
- 5x Bronze

Amsterdam Grapplers Quest No-Gi:
- 1x Ouro

Brazilian National:
- 1x Ouro
- 1x Prata

Rio de Janeiro State
- 2x Ouro

Jordan Capital Challenge
- 1x Ouro